# Блиндешть
Блиндешть, Блиндешті (рум. Blândești) — село у повіті Ботошані в Румунії. Адміністративний центр комуни Блиндешть.
Село розташоване на відстані 368 км на північ від Бухареста, 15 км на схід від Ботошань, 82 км на північний захід від Ясс.

## Населення
За даними перепису населення 2002 року у селі проживали 893 особи, усі — румуни. Усі жителі села рідною мовою назвали румунську.